# Clematis flammula
Clematis flammula (L., 1753), comunemente nota come clematide fiammella, è una pianta appartenente alla famiglia delle Ranunculaceae, diffusa nel bacino del Mediterraneo ed in Medio Oriente.

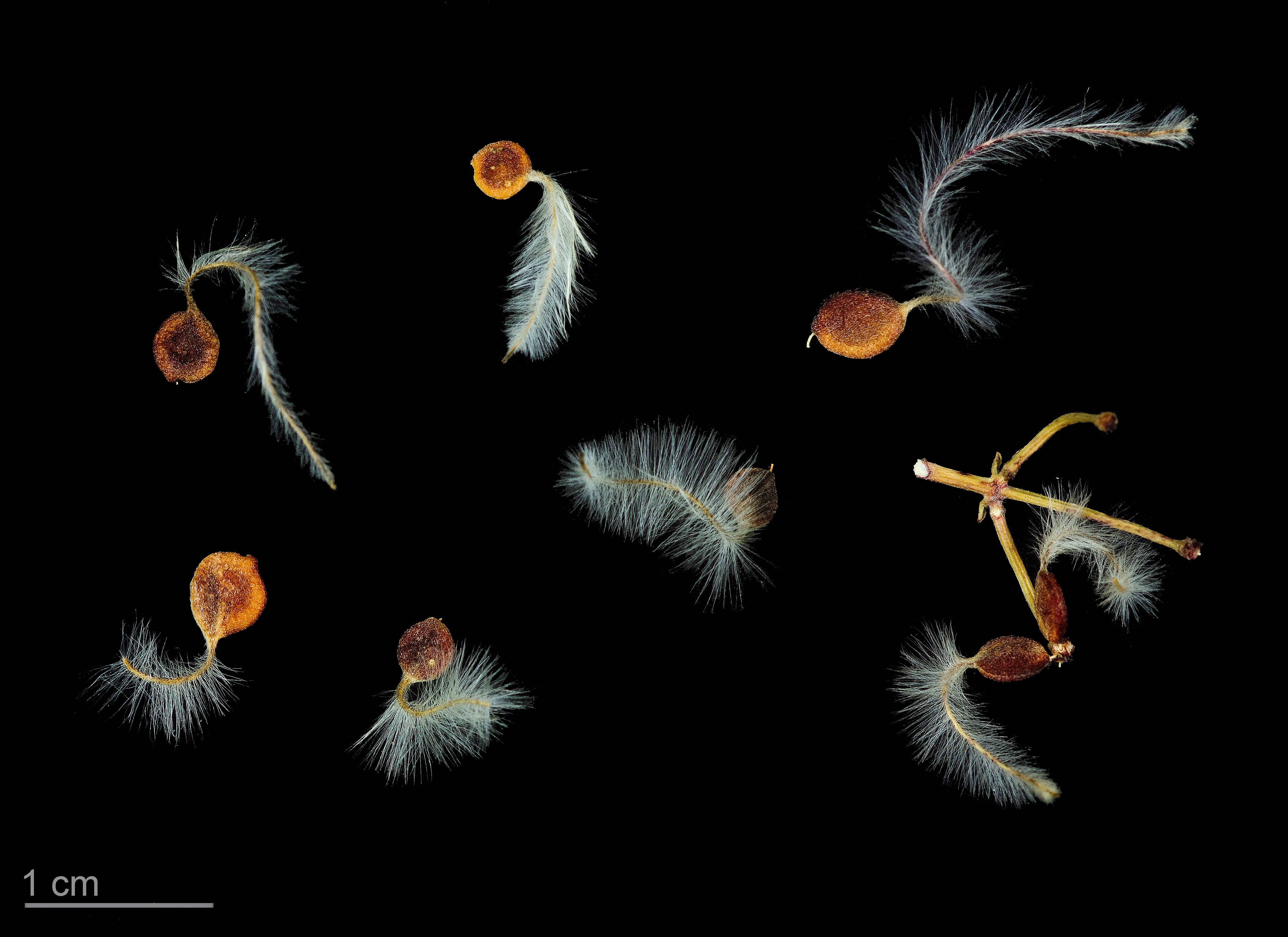
Semi di C. flammula.